# Orion 2
Orion 2 aurait été la deuxième mission habitée du programme Constellation utilisant un vaisseau Orion. Il aurait été le premier vaisseau du programme à s'amarrer à la Station spatiale internationale.